# FlashForward: Przebłysk jutra
FlashForward: Przebłysk jutra (ang. FlashForward) – amerykański serial łączący w sobie cechy dramatu, serialu przygodowego i fantastyki naukowej wyprodukowany przez ABC Studios i emitowany w stacji ABC od 24 września 2009 roku. Serial powstał na bazie powieści z 1999 roku pod tym samym tytułem, napisanej przez Roberta J. Sawyera, jednego z twórców serii. Od 14 listopada 2009 serial emitowany był w Polsce przez telewizję AXN pod tytułem FlashForward: Przebłysk jutra, natomiast 2 stycznia 2012 roku miał premierę w TVP1. Ze względu na niską oglądalność emisję serialu zakończono 27 maja 2010, wraz z końcem pierwszej serii.

## Produkcja
Serial pierwotnie miał być realizowany i emitowany przez stację HBO, jednakże ostatecznie trafił do stacji ABC i Fox. Stworzyło to problem dla jednego z producentów, Brannona Bragi, który był również producentem serialu 24 godziny w 20th Century Fox. Ostatecznie Braga został współproducentem FlashForward, pozostając producentem 24 godzin. 8 maja 2009 podpisano ze stacją ABC kontrakt na trzynaście odcinków pierwszego sezonu. Natomiast 12 października 2009 podpisano umowę, w myśl której zakontraktowano pełny sezon, czyli dwadzieścia dwa odcinki. W maju 2010 roku pojawiły się plotki na temat anulowania serialu ze względu na niezadowalającą oglądalność, oscylującą w granicach 4–5 milionów widzów. Informację tę potwierdziło 13 maja przedstawicielstwo stacji ABC podczas Upfronts, na których stacje ogłaszały ramówki na sezon 2010/2011.
David S. Goyer, jeden z twórców i scenarzystów serialu, winą za los produkcji obarcza politykę stacji ABC. Na swojej stronie internetowej umieścił wpis o kłopotach przy produkcji serialu, które według niego były spowodowane częstymi zmianami, wprowadzanymi przez szefostwo stacji w ostatniej chwili, a także rozbieżnością wizji rozwoju serialu. Scenarzysta twierdzi, że serial był planowany według standardów telewizji kablowej, jednak współpraca z ABC wymusiła wiele kompromisów, które zmieniły koncepcję serialu na tyle, że Goyer postanowił odejść.

## Fabuła
Głównym tematem serialu jest tytułowy flashforward. W dniu 6 października 2009 cała ludzkość na 2 minuty i 17 sekund traci przytomność, a każdy doznaje wizji swojej przyszłości z 29 kwietnia 2010. Akcja serii ma miejsce głównie w Los Angeles, gdzie agent FBI Mark Benford, wraz z zespołem, pracuje nad rozwikłaniem zagadki. Agenci tworzą globalny serwis internetowy, na którym każdy może opisać co widział w swojej wizji. Okazuje się, że poszczególne wizje pokrywają się ze sobą, a przyszłość zaczyna się urzeczywistniać.

## Podobieństwa między serialem a książką
Mimo że obydwa tytuły oparte są na tym samym pomyśle, a autor powieści Futurospekcja brał czynny udział przy produkcji serialu, podobieństwa między nimi są niewielkie. Zarówno książkę, jak i produkcję telewizyjną, poza globalnym przebłyskiem przyszłości łączy osoba Lloyda Simcoe, naukowca, który w obydwu tytułach nieświadomie przyczynił się do tytułowego przebłysku. Obie postaci łączy jednak wyłącznie imię, nazwisko i udział w przełomowym eksperymencie fizycznym. Ponadto na historii asystenta książkowego doktora Simcoe, Theo Procopidesa, częściowo oparto w serialu postać agenta FBI Demetirego Noha. Jednakże pozostali bohaterowie, rozwój wydarzeń oraz wyjaśnienie tajemnicy są różne. Podczas gdy fabuła serialu jest nastawiona na rozbudowaną tajemnicę, a samo zdarzenie jest spowodowane ingerencją pewnej organizacji, akcja powieści obraca się przede wszystkim wokół reakcji poszczególnych postaci na zaistniałą sytuację, a sam przebłysk spowodował eksperyment w Wielkim Zderzaczu Hadronów, który pokrył się w czasie z emisją kosmicznych cząstek.

## Obsada

### Główna
- Joseph Fiennes – Mark Benford
- John Cho – Demetri Noh
- Jack Davenport – Lloyd Simcoe
- Zachary Knighton – Bryce Varley
- Dominic Monaghan – Simon Campos
- Peyton List – Nicole Kirby
- Brían F. O’Byrne – Aaron Stark
- Courtney B. Vance – Stanford Wedeck
- Sonya Walger – Olivia Benford
- Christine Woods – Janis Hawk

### Drugoplanowa
- Shohreh Aghdashloo – Nhadra Udaya
- James Callis – Gabriel McDow
- Genevieve Cortese – Tracy Stark
- Michael Ealy – Marshall Vogel
- Annabeth Gish – Lita
- Barry Shabaka Henley – Shelly Vreede
- Neil Jackson – Lucas Hellinger
- Alex Kingston – Fiona Banks
- Michael Massee – Dyson Frost
- Rachel Roberts – Alda Hertzog
- Amy Rosoff – Marcie Turoff
- Yūko Takeuchi – Keiko Arahida
- Gabrielle Union – Zoey Andata
- Lee Thompson Young – Al Gough
- Lennon Wynn – Charlie Benford
- Ryan Wynott – Dylan Simcoe
- Kim Dickens – Kate Stark
- Curt Lowens – Rudolf Geyer
- Brian Skala – Adam Campos

## Odcinki
Pierwszy i jedyny sezon serialu miał swoją premierę w czwartek 24 września 2009. Od tamtej pory każdy kolejny odcinek był emitowany w czwartki podczas prime time. Natomiast 14 listopada tego samego roku jego emisję rozpoczął polski AXN. Każdy kolejny odcinek emitowany był w soboty o godzinie 22:00. Emisja pierwszej części pierwszego sezonu zakończyła się 3 grudnia 2009 po emisji dziesiątego odcinka. Emisję drugiej części sezonu rozpoczęto 18 marca 2010. Emisja pierwszego sezonu i zarazem całego serialu, zakończyła się 27 maja w USA a 12 czerwca w Polsce.
| Nr | Tytuł                           | Reżyseria      | Scenariusz                                       | Premiera (ABC)                                 | Premiera w Polsce (AXN) |
| -- | ------------------------------- | -------------- | ------------------------------------------------ | ---------------------------------------------- | ----------------------- |
| 1  | No More Good Days               | David S. Goyer | David S. Goyer Brannon Braga                     | 24 września 2009                               | 14 listopada 2009       |
| 2  | White to Play                   | David S. Goyer | David S. Goyer & Marc Guggenheim & Brannon Braga | 1 października 2009                            | 21 listopada 2009       |
| 3  | 137 Sekunden                    | Michael Rymer  | David S. Goyer & Marc Guggenheim                 | 8 października 2009                            | 28 listopada 2009       |
| 4  | Black Swan                      | Michael Rymer  | Lisa Zwerling & Scott Gimple                     | 15 października 2009                           | 5 grudnia 2009          |
| 5  | Gimme Some Truth                | Bobby Roth     | Dawn Prestwich & Nicole Yorkin & Barbara Nance   | 22 października 2009                           | 12 grudnia 2009         |
| 6  | Scary Monsters and Super Creeps | Bobby Roth     | Seth Hoffman & Quinton Peeples                   | 29 października 2009                           | 19 grudnia 2009         |
| 7  | The Gift                        | Nick Gomez     | Lisa Zwerling & Ian Goldberg                     | 5 listopada 2009                               | 24 lutego 2010          |
| 8  | Playing Cards With Coyote       | Nick Gomez     | Marc Guggenheim & Barbara Nance                  | 12 listopada 2009                              | 3 marca 2010            |
| 9  | Believe                         | Michael Nankin | Nicole Yorkin & Dawn Prestwich                   | 19 listopada 2009                              | 10 marca 2010           |
| 10 | A561984                         | Michael Nankin | David S. Goyer & Scott M. Gimple                 | 3 grudnia 2009 (30 listopada 2009 w Australii) | 17 marca 2010           |

| –                 | What Did You See? | 16 marca 2010 | 3 kwietnia 2010 |
| odcinek specjalny |                   |               |                 |

| Nr     | Tytuł                        | Premiera (ABC)   | Premiera w Polsce (AXN) |
| ------ | ---------------------------- | ---------------- | ----------------------- |
| 11/12. | Revelation Zero: Parts 1 & 2 | 18 marca 2010    | 3 kwietnia 2010         |
| 13.    | Blowback                     | 25 marca 2010    | 10 kwietnia 2010        |
| 14.    | Better Angels                | 1 kwietnia 2010  | 17 kwietnia 2010        |
| 15.    | Queen Sacrifice              | 8 kwietnia 2010  | 24 kwietnia 2010        |
| 16.    | Let No Man Put Asunder       | 15 kwietnia 2010 | 1 maja 2010             |
| 17.    | The Garden of Forking Paths  | 22 kwietnia 2010 | 8 maja 2010             |
| 18.    | Goodbye Yellow Brick Road    | 29 kwietnia 2010 | 15 maja 2010            |
| 19.    | Course Correction            | 6 maja 2010      | 22 maja 2010            |
| 20.    | The Negotiation              | 13 maja 2010     | 29 maja 2010            |
| 21.    | Countdown                    | 20 maja 2010     | 5 czerwca 2010          |
| 22.    | Future Shock                 | 27 maja 2010     | 12 czerwca 2010         |

## Oglądalność
Premierowy odcinek serialu miał najwyższą oglądalność w swoim bloku czasowym. Również wyemitowana następnego dnia powtórka osiągnęła pod tym względem drugie miejsce, wyprzedzając aż trzy premiery nowych sezonów seriali. Jednakże z każdym kolejnym odcinkiem oglądalność systematycznie spadała z małymi wyjątkami. Wielu widzów przestało oglądać serial po pierwszych odcinkach, gdyż nie byli zadowoleni z rozwoju i tempa akcji. Twórcy zapowiedzieli, że od jedenastego odcinka serial wskoczy na właściwy tor. Jednakże pomimo dobrej opinii wśród fanów, druga połowa sezonu w Stanach Zjednoczonych miała niską oglądalność, która utrzymywała się w granicach 5 milionów. Ze względu na niezadowalające wyniki oglądalności stacja ABC anulowała drugi sezon serialu.